# Glucosio deidrogenasi (accettore)
La glucosio deidrogenasi (accettore) è un enzima appartenente alla classe delle ossidoreduttasi, che catalizza la seguente reazione:
D-glucosio + accettore ⇄ D-glucono-1,5-lattone + accettore ridotto
L'enzima è una glicoproteina contenente una mole di FAD per mole di enzima. Il 2,6-dicloroindofenolo può agire come accettore.